# Заднево (Крестецкий район)
За́днево — деревня в Крестецком районе Новгородской области, входит в состав Зайцевского сельского поселения.

## География
Деревня Заднево расположена на реке Ниша, в 3 км к западу от деревни Хотоли,  в 9 км к северу от федеральной автомобильной дороги «Россия» М10 (E 105) и деревни Первомайское, в 13 км к северо-западу от деревни Зайцево, в 43 км к северо-западу от посёлка Крестцы, в 55 км к востоку от Великого Новгорода.

## Население
В 2011 — 3, в 2012 — 3, в 2013 — 7.
| 2010 | 2013 |
| ---- | ---- |
| 6    | ↗7   |

## История
В 1776—1792, 1802—1922 деревня Заднево находилась в Крестецком уезде Новгородской губернии.
Заднея отмечена на карте 1788(лист 27).
С начала XIX века до 1922 — в образованной Зайцевской волости Крестецкого уезда с центром в деревне Зайцево.
В 1908 в деревне Заднево было 36 дворов с домами, проживало 187 человек. Имелась часовня.
В 1927—1932, 1941—1963 Заднево — в Мстинском(Бронницком) районе.
В 1930 в Заднево было 32 двора с населением 162 человека.
В 1932—1941 и с 1965 деревня Заднево — в Крестецком районе.

## Транспорт
Автобусное сообщение с Великим Новгородом и Крестцами от деревни Хотоли.

## Известный уроженцы
В деревне родился и жил писатель Валентин Сергеев (1956—2015).